# Koštov
Koštov je vesnice, část města Trmice v okrese Ústí nad Labem. Nachází se asi 1,5 kilometru jižně od Trmic. Prochází tudy železniční trať Ústí nad Labem – Bílina, dálnice D8 a silnice II/258. 
Koštov je také název katastrálního území o rozloze 2,88 km². V katastrálním území Koštov leží i Újezd.

## Historie
První písemná zmínka o vesnici pochází z roku 1416. Součástí Ústí nad Labem byl v letech 1980–1993.

## Obyvatelstvo
Při sčítání lidu v roce 1921 zde žilo 631 obyvatel (z toho 318 mužů), z nichž bylo 52 Čechoslováků, 572 Němců, čtyři příslušníci jiné národnosti a tři cizinci. Kromě čtyř evangelíků a osmi lidí bez vyznání se hlásili k římskokatolické církvi. Podle sčítání lidu z roku 1930 měla vesnice 743 obyvatel: 61 Čechoslováků, 680 Němců, jednoho příslušníka jiné národnosti a jednoho cizince. Převažovala římskokatolická většina, ale kromě ní ve vsi žilo 38 evangelíků a 77 lidí bez vyznání.
|                                                                             | 1869 | 1880 | 1890 | 1900 | 1910 | 1921 | 1930 | 1950 | 1961 | 1970 | 1980 | 1991 | 2001 | 2011 |
| --------------------------------------------------------------------------- | ---- | ---- | ---- | ---- | ---- | ---- | ---- | ---- | ---- | ---- | ---- | ---- | ---- | ---- |
| Obyvatelé                                                                   | 196  | 305  | 381  | 454  | 621  | 631  | 743  | 455  | 536  | 518  | 433  | 263  | 306  | 367  |
| Domy                                                                        | 23   | 28   | 32   | 35   | 45   | 52   | 74   | 95   | 115  | 98   | 98   | 71   | 86   | 95   |
| Počet domů z roku 1961 je zahrnut v celkovém počtu domů místní části Újezd. |      |      |      |      |      |      |      |      |      |      |      |      |      |      |